# الماوکاع
ال-ماوکاع یک منطقهٔ مسکونی در یمن است که در استان صنعا واقع شده‌است.